# Bhopal (Staat)

Brief der Bhopal-Post (1884)

Bhopal war ein Fürstenstaat Britisch-Indiens in der Landschaft Malwa im heutigen Bundesstaat Madhya Pradesh.

## Geschichte
Der muslimische Paschtune Dost Muhammad Khan kam 1708 zur Zeit des Großmoguls Aurangzeb nach Malwa, wo er in den Dienst verschiedener Fürsten und Adliger trat und bald einige Ländereien erwerben und durch Eroberungen erweitern konnte. 1717 wurde er vom Großmogul Farrukh Siyar (1713–1719) zum Nawab (Statthalter) ernannt. 1722 begann er mit dem Bau der Stadtfestung Fatehgarh für die neue Stadt Bhopal. Nach der Niederlage der Streitkräfte des Großmoguls Muhammad Shah (1720–1748) unter Nizam al-Mulk 1738 und der Eroberung Delhis durch Nadir Shah 1739 wurde Bhopal unter Yar Muhammad Khan (1728–1742), einem Sohn von Dost Muhammad Khan, ein faktisch unabhängiges Fürstentum.
In den Kriegen zwischen den Marathen und den Briten war Bhopal meist auf der britischen Seite zu finden und wurde 1817 britisches Protektorat. Während des großen Aufstands von 1857 blieb Bhopal auf britischer Seite und unterdrückte alle Aufstandsversuche.
Ungewöhnlich für einen muslimischen Staat ist die Tatsache, dass es von 1819 bis 1926 eine Serie von Herrscherinnen (Begumen) gab. Die erste Begum übernahm die Herrschaft nach der Ermordung ihres Mannes Nawab Nazar Muhammad Khan. Während der Herrschaft der Begums wurde Bhopal zu einem relativ toleranten Staat, in dem auch Hindus für höhere Verwaltungsaufgaben herangezogen wurden. Sie begründeten die Tradition weiblicher muslimischer Herrscher und Regierungschefs auf dem Indischen Subkontinent. Der letzte Nawab Hamidullah Khan (1926–1949) engagierte sich in der indischen Politik und war 1931/1932 und von 1944 bis 1947 Kanzler der Fürstenkammer und vertrat energisch die Interessen seiner Standesgenossen. Im Zweiten Weltkrieg stand er fest auf der Seite des Empire. Er spendete sein gesamtes in Amerika investiertes Vermögen für den Kauf von Kampfflugzeugen für die Royal Air Force und wurde zum Vizeluftmarschall ehrenhalber ernannt.
Bhopal hatte von 1876 bis 1950 eine Staatspost mit eigenen Briefmarken, die ab 1908 nur noch Dienstpost beförderte. Es hatte 1941 eine Fläche von 17.932 km² und 838.000 Einwohner.
Als das britische Parlament am 15. August 1947 die Unabhängigkeit Indiens und Pakistans beschloss, wurde Bhopal souverän, und es stand dem Nawab frei zu entscheiden, welchem der beiden neuen Staaten er beitreten wollte. Aufgrund der geografischen Lage und hinduistischen Bevölkerungsmehrheit kam eigentlich nur ein Anschluss an Indien infrage. Aber der Nawab zögerte, zumal die Muslimliga ihn als Kandidat für das Amt des Ministerpräsidenten von Pakistan favorisierte. Es dauerte deshalb bis zum 30. April 1949, bis der Nawab den Vereinigungsvertrag mit Indien unterschrieb. Am 1. Juni 1949 wurde Bhopal ein C-Staat (siehe Geschichte Indiens), der von einem Chief Commissioner der Zentralregierung verwaltet wurde, bis er am 1. November 1956 im Bundesstaat Madhya Pradesh aufging.

## Herrscher
1. Nawab Dost Muhammad Khan Bahadur (circa 1672–1728), regierte 1724–1728
2. Nawab Sultan Muhammad Khan Bahadur (1720–?), regierte 1728–1742
3. Nawab Yar Muhammad Khan Bahadur (1709–1742), Regent Bhopals 1728–1742
4. Nawab Faiz Muhammad Khan Bahadur (1731–1777), regierte 1742–1777
5. Nawab Hayat Muhammad Khan Bahadur (1736–1807), regierte 1777–1807
6. Nawab Ghaus Muhammad Khan Bahadur (1767–1826), regierte 1807–1826
7. Nawab Muiz Muhammad Khan Bahadur (circa 1795–1869), regierte 1826–1837
8. Nawab Qudsia Begum (1801–1881), regierte 1819–1837
9. Nawab Jahangir Muhammad Khan Bahadur (1816–1844), regierte 1837–1844
10. Nawab Sikandar Jahan Begum, regierte 1844–1868 (bis 1860 als Vormund ihrer Tochter Shah Jehan Begum, danach von den Briten als eigenständige Herrscherin anerkannt)
11. Nawab Sultan Shah Jahan Begum, regierte 1844–1860 (vertreten durch ihre Mutter) und 1868–1901 (selbst)
12. Nawab Sultan Kaikhusrau Jahan Begum, Herrscherin von Bhopal, regierte 1901–1926
13. Al-Haddsch Nawab Hafiz Muhammad Hamidullah Khan Bahadur GCSI, GCIE, CVO (1894–1960), regierte 1926–1949